# Valérie Hayer
Valérie Hayer (Château-Gontier, 6 aprile 1986) è una politica francese, europarlamentare dal 2 luglio 2019.

## Biografia

### Inizi e studi
Figlia di agricoltori stabilitisi a Saint-Denis-d'Anjou, si laurea in diritto pubblico e diventa esperta di finanza per gli enti locali. Ha poi lavorato come assistente parlamentare per diversi senatori, tra cui Pierre Jarlier, poi per l'eurodeputato Jean Arthuis.

### Carriera politica
Nel 2008 viene eletta per la prima volta al consiglio municipale di Saint-Denis-d'Anjou, carica che le verrà poi riconfermata nel 2014. Ha poi fatto campagna elettorale per la lista L'Alternative, che riunisce l'Unione dei Democratici e degli Indipendenti e il Movimento Democratico. In questa occasione si unisce all'UDI e all'UDI Jeunes. L'anno successivo è eletta nel consiglio dipartimentale per la Mayenne nel cantone di Azé.
Dopo aver dato sostegno al fondatore di LaREM Emmanuel Macron, Valérie Hayer ha lasciato l'UDI nel 2017 contemporaneamente al suo partito dell'Alleanza Centrista e si è unita a La République En Marche. È candidata alle elezioni legislative del 2017 nella seconda circoscrizione elettorale di Mayenne. Tuttavia, in seguito al rifiuto da parte del Movimento Democratico della proposta di accordo nazionale, ha ritirato la sua candidatura per accogliere quella di Géraldine Bannier, che è stata poi eletta deputata. Venne poi nominata candidata del partito presidenziale alle elezioni senatoriali del settembre 2017, insieme al sindaco di Mayenne Michel Angot. Ottenne il 21,99% dei voti al primo turno, dietro alla senatrice uscente rieletta al primo turno Élisabeth Doineau e all'ex deputato dei Repubblicani Guillaume Chevrollier. Ha mantenuto la sua posizione al secondo turno ed è arrivata seconda dietro a quest'ultima, risultata infine eletta.

#### Parlamento europeo
Nel 2019 è candidata per la circoscrizione Francia con il gruppo parlamentare Renew Europe in vista delle elezioni europee, venendo eletta. Fa parte della commissione bilanci ed è stata in particolare responsabile dei negoziati sul quadro finanziario pluriennale 2021-2027 e sul piano di ripresa europeo a seguito della pandemia di COVID-19. È inoltre nominata correlatore permanente sul tema delle risorse proprie dell'Unione europea. 
Nel novembre 2021 diventa co-presidente della delegazione di Renaissance. Il 25 gennaio 2024 viene eletta capogruppo di Renew Europe dopo le dimissioni del capogruppo in carica Stéphane Séjourné e la sua conseguente nomina a ministro degli esteri. Il 29 febbraio 2024 ha confermato di essere stata nominata capo della lista Need for Europe della maggioranza presidenziale in vista delle elezioni europee.